# Prawno
Prawno – wieś w Polsce położona w województwie lubelskim, w powiecie opolskim, w gminie Józefów nad Wisłą. Leży nad Wyżnicą (dopływem Wisły). 
Prawno posiadało prawa miejskie, które uzyskało pod koniec XVI w. lub na początku XVII w. Miasto nie zdołało się rozwinąć, pomimo tego miejscowość utrzymała prawa miejskie do 12 października 1824. 
Wieś jest sołectwem w gminie Józefów nad Wisłą. Według Narodowego Spisu Powszechnego z roku 2011 wieś liczyła 167 mieszkańców.
We wsi znajdował się zabytkowy, drewniany kościół pw. św. Anny, który spłonął w latach 60. XX wieku od uderzenia pioruna. Na tym samym miejscu został wybudowany murowany kościół, w którym obrazy znajdujące się w ołtarzach pochodzą ze spalonego kościoła. Jest tam stojący zegar uratowany z pożaru. Przy kościele znajduje się cmentarz parafialny.

Kościół parafialny pw. św. Anny
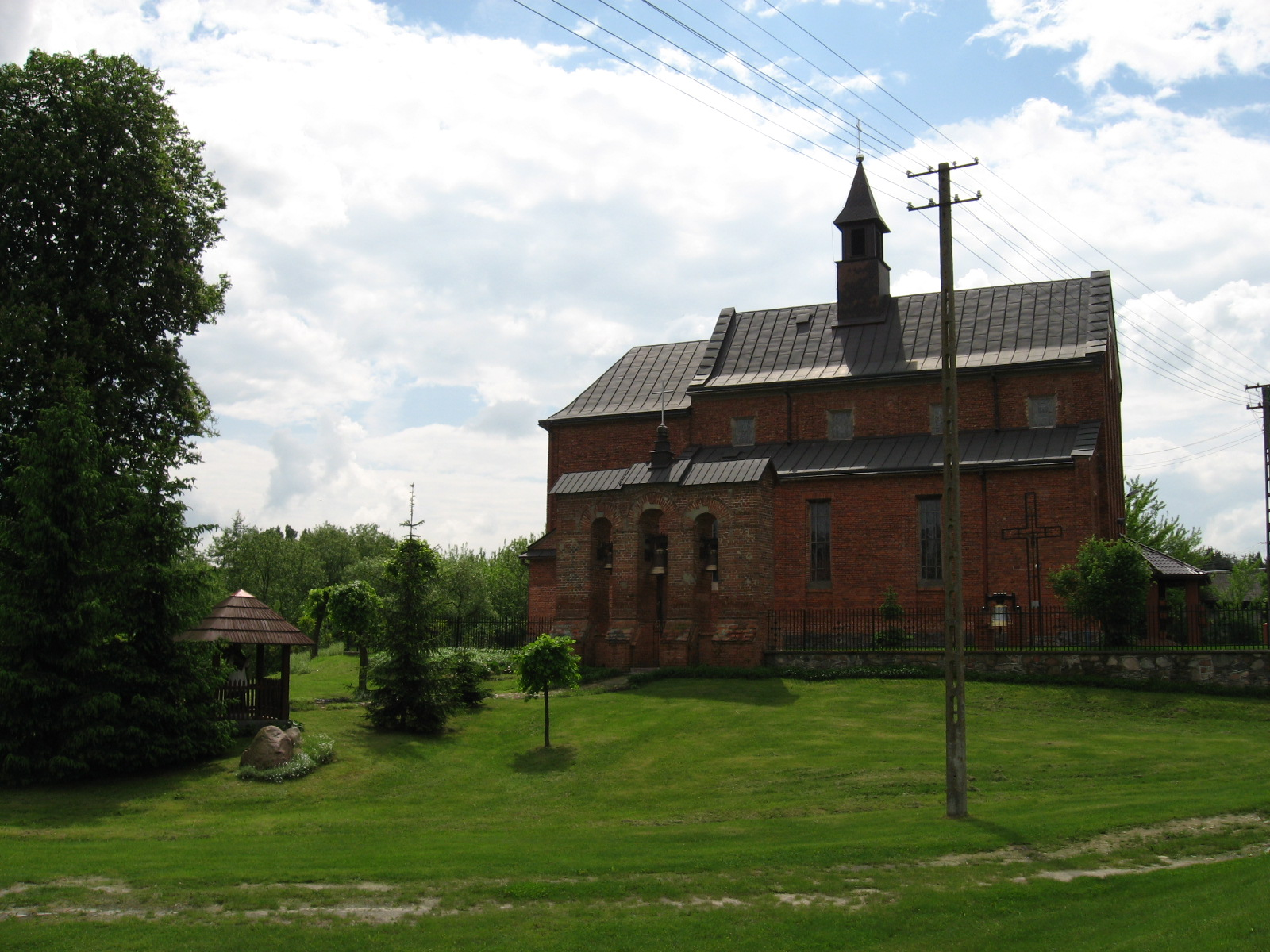
Od strony południowo-zachodniej
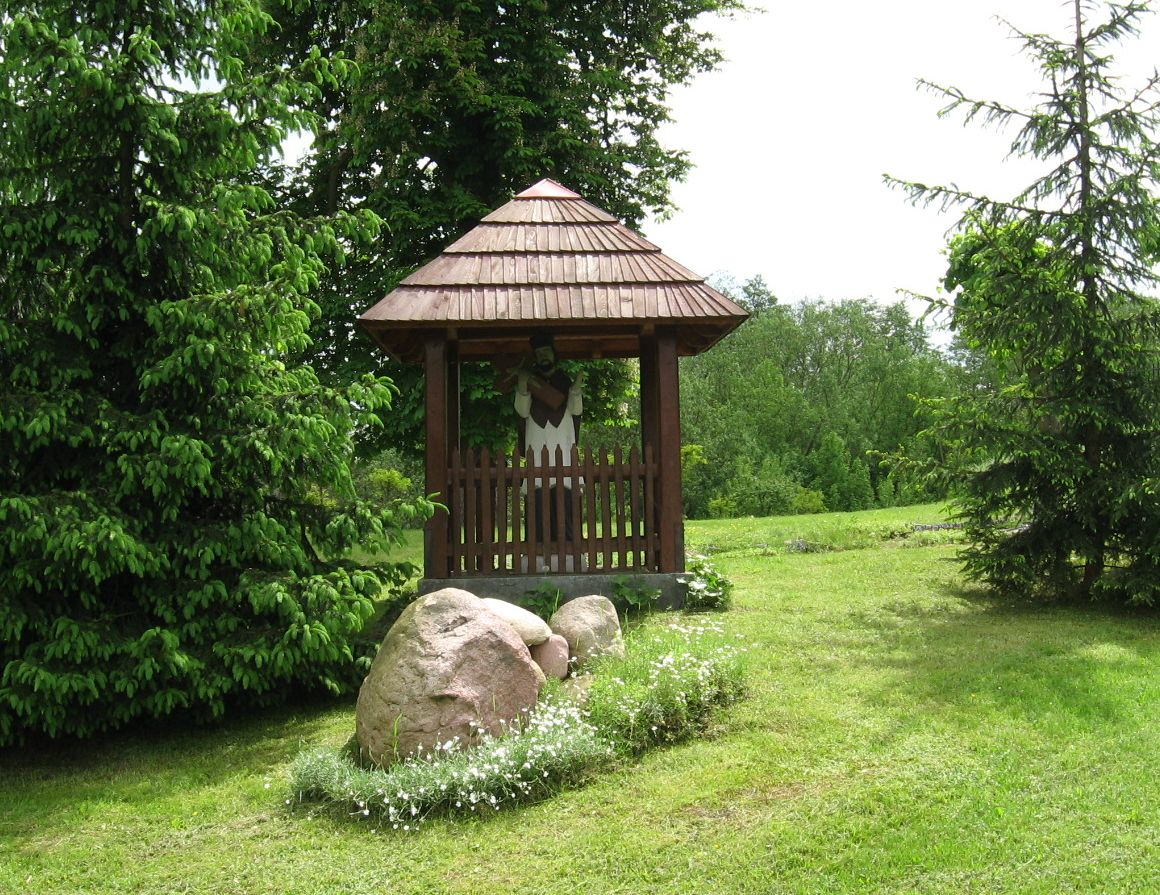
Odnowiona kapliczka św. Jana

We wsi znajduje się też zabytkowy młyn wybudowany w latach 20. XX wieku. 

Zabytkowy młyn
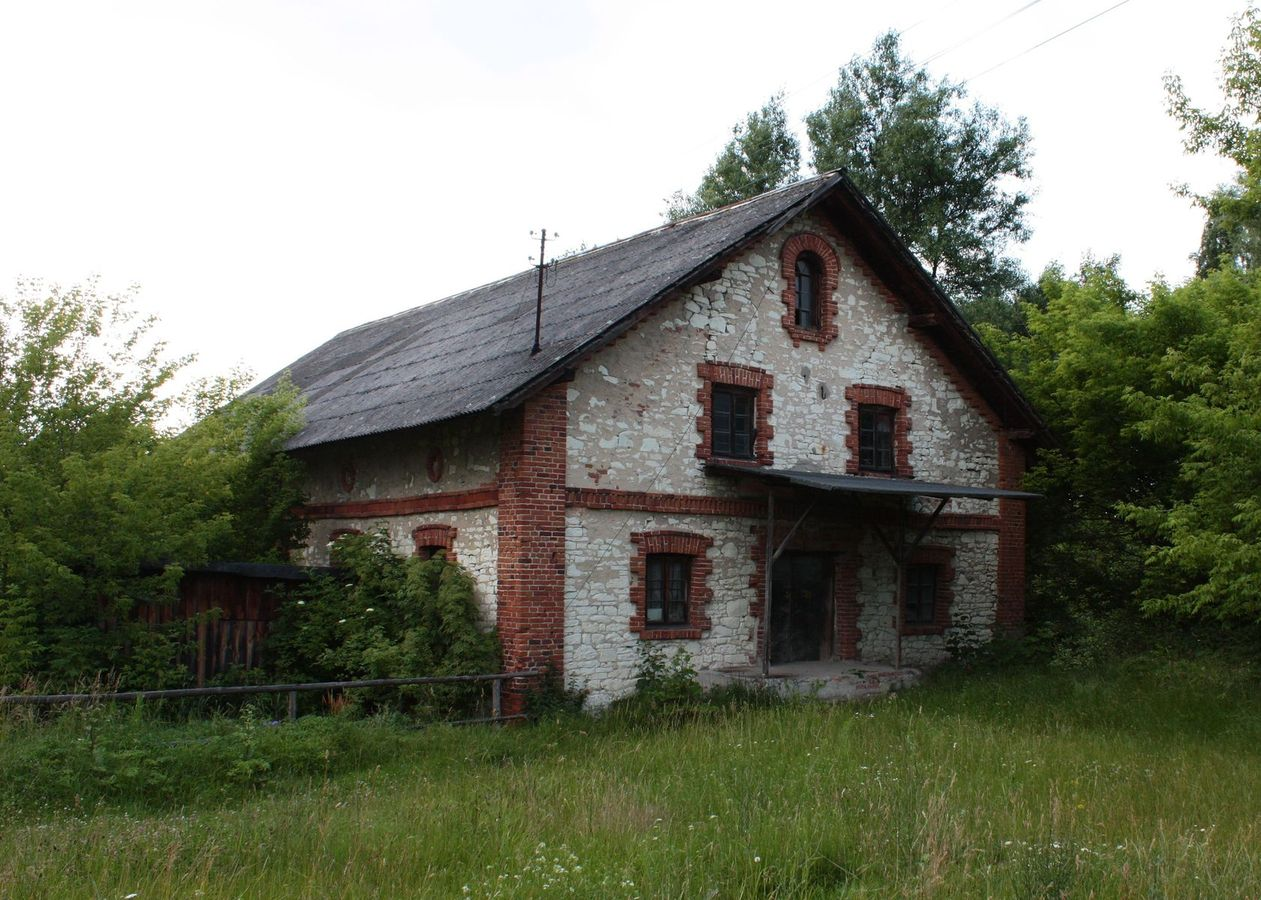
Prawno – zabytkowy młyn
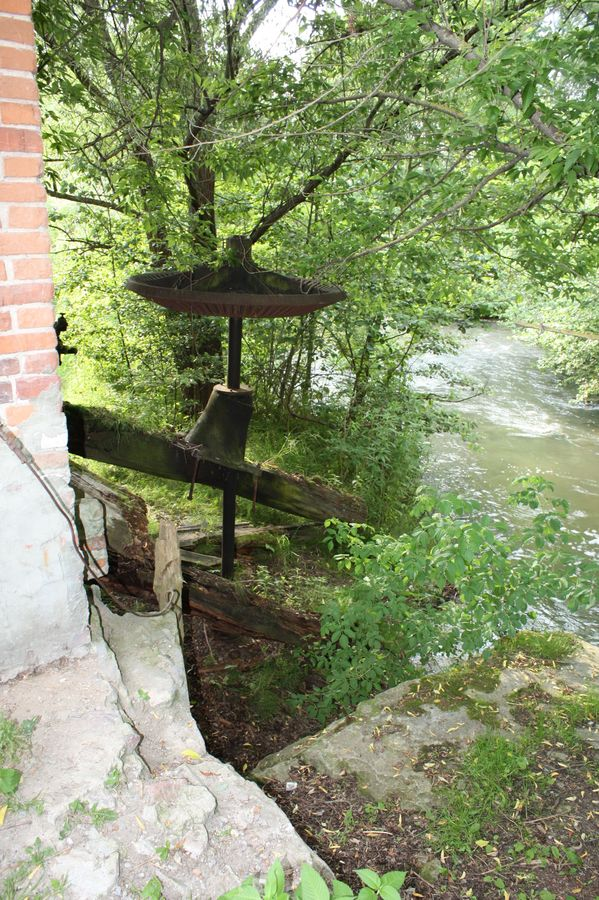
Resztki mechanizmu napędowego

Pierwotnie młyn był napędzany turbiną wodną (kołem młyńskim). Właścicielem był Warstatko. Za czasów PRL przerobiony na napęd elektryczny.
Sąsiadujące wsie to: Mazanów i Mariampol.
W latach 1954-1962 wieś była siedzibą gromady Prawno, po jej zniesieniu w gromadzie Mazanów. W latach 1975–1998 miejscowość administracyjnie należała do ówczesnego województwa lubelskiego.